# 道後温泉 (小惑星)
道後温泉（どうごおんせん、7484 Dogo Onsen）は小惑星帯の小惑星。1994年11月30日、愛媛県久万町（現久万高原町）の久万高原天体観測館で中村彰正が発見した。
愛媛県の道後温泉に因んで命名された。